# Daraga (Albay)
Daraga is een gemeente in de Filipijnse provincie Albay op het eiland Luzon. Bij de laatste census in 2007 had de gemeente bijna 111 duizend inwoners.

## Geografie

### Bestuurlijke indeling
Daraga is onderverdeeld in de volgende 54 barangays:
| - Alcala - Alobo - Anislag - Bagumbayan - Balinad - Bascaran - Bañadero - Bañag - Bigao - Binitayan - Bongalon - Budiao - Burgos - Busay - Canaron - Cullat - Dela Paz - Dinoronan | - Gabawan - Gapo - Ibaugan - Ilawod Area Pob. - Inarado - Kidaco - Kilicao - Kimantong - Kinawitan - Kiwalo - Lacag - Mabini - Malabog - Malobago - Maopi - Market Area Pob. - Maroroy - Matnog | - Mayon - Mi-isi - Nabasan - Namantao - Pandan - Peñafrancia - Sagpon - Salvacion - San Rafael - San Ramon - San Roque - San Vicente Grande - San Vicente Pequeño - Sipi - Tabon-tabon - Tagas - Talahib - Villahermosa |

## Demografie
Daraga had bij de census van 2007 een inwoneraantal van 110.625 mensen. Dit zijn 9.594 mensen (9,5%) meer dan bij de vorige census van 2000. De gemiddelde jaarlijkse groei komt daarmee uit op 1,26%, hetgeen lager is dan het landelijk jaarlijks gemiddelde over deze periode (2,04%). Vergeleken met de census van 1995 is het aantal mensen met 18.796 (20,5%) toegenomen.

De bevolkingsdichtheid van Daraga was ten tijde van de laatste census, met 110.625 inwoners op 118,64 km², 932,4 mensen per km².

## Geboren in Daraga
- Carlos Imperial (13 juli 1930), politicus (overleden 2010).